# A jó és rossz tudásának fája

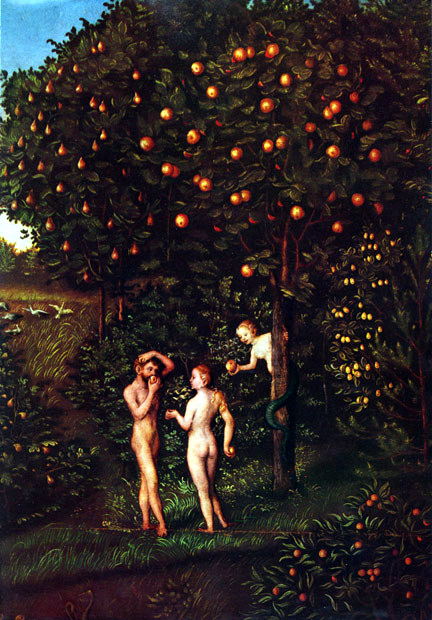
id. Lucas Cranach - "Az ember bukása"

A jó és rossz tudásnak fája (Károlyi-biblia: a jó és gonosz tudásának fája, héber עֵץ הַדַּעַת טוֹב וָרָע) az Édenkertben említett egyik fa, amely a Bibliában, a Teremtés könyvében (Mózes 1. könyve), a 2-3 fejezetben van megnevezve, az élet fájával együtt.

## A Teremtés könyvében

### Elbeszélés
A Teremtés könyvének második fejezete leírja, hogy Isten az első férfit és nőt egy kertbe helyezte, ahol minden fának gyümölcséből ehettek, kivéve egyről, „a jó és rossz tudás fájáról”. A harmadik fejezet történetében a kígyó megkísérti a nőt, hogy egyen a tiltott gyümölcsből és ő engedve a kísértésnek, azt a férfival is megkóstoltatja. Isten ezután száműzi őket a édenkertből, akik egyben elbukják az örök életet is.

### Ajó és rosszjelentése
A zsidó kifejezés: טוֹב וָרָע (tov wa-raʿ), szó szerint jó és rossz-at jelent. Ez egy példaként szolgálhat a merizmusként ismert példabeszéd stílusra, egy olyan irodalmi eszköz, mely ellenkező terminusokat egyesít, annak érdekében, hogy egy általános megnevezést hozzon létre, szóval a „jó és rossz” kifejezés egyszerűen „mindent” jelent. Ez észrevehető az egyiptomi jó-rossz kifejezésben, mi általában „mindent” jelent. A görög irodalomban Homérosz szintén használja ezt az eszközt, amikor Télemakhosszal kimondatja a következő frázist: „Mindent tudok, jót és rosszat is” (Od.20:309-10).
Ha a jó és rossz tudásnak fáját úgy értelmezzük, mint egy olyan fát, aminek gyümölcse a mindenség tudásával áld meg, akkor ez a kifejezés nem feltétlenül egy erkölcsi fogalmat jelöl.
Habár ha az Istennel szembeni engedetlenséget vesszük, akkor ennek a kifejezésnek más értelmezései is figyelmet kívánnak.Robert Alter professzor hangsúlyozza, hogy Isten arra figyelmezteti a férfit, hogyha eszik annak a bizonyos fának a gyümölcséből, „halálra van ítélve”.

## Vallási nézetek

### Judaizmus
A zsidó hagyományok szerint, A Tudás Fája és ennek gyümölcséből való evés a jó és rossz összekeveredésének kezdetét jelenti. Ezelőtt ez a kettő két külön dolog volt, és a gonosz csak feltételesen létezett. Habár a szabad akarat már jóval a gyümölcsből való evés előtt létezett, a rossz már azelőtt létezett, mint egy az emberi lélektől különálló egység, és nem egy az emberi természet számára kívánatos dolog. A gyümölcsből való evés miatt ez megszűnt és létrejött a gonoszságra való hajlamosság (yeitzer hara). 

### Kereszténység

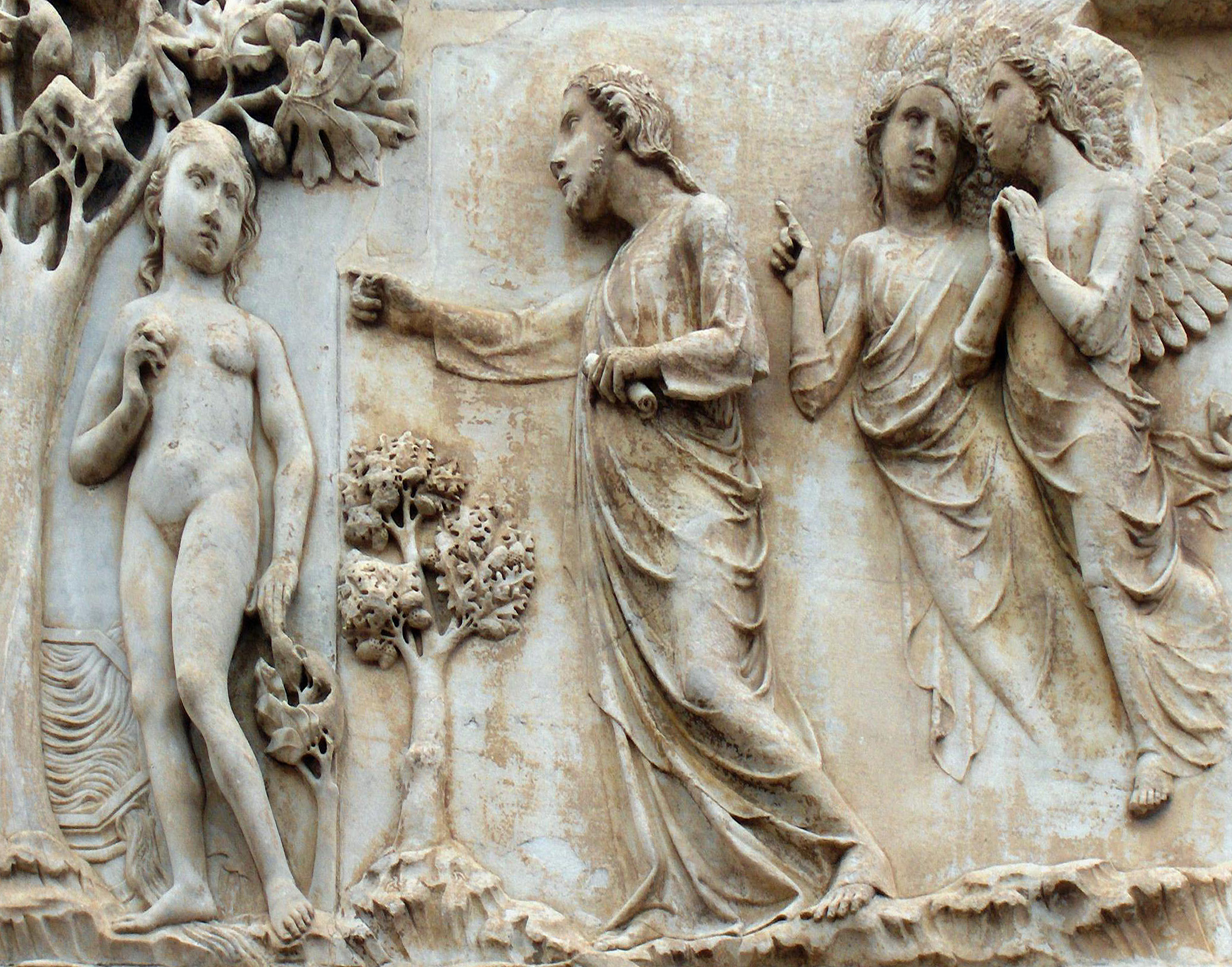
Egy márvány dombormű, Lorenzo Maitani munkája, mely az Orvieto-i katedrálison található Olaszországban, amely Évát és a fát ábrázolja

A keresztény teológiában, a tiltott jó és rossz tudás fájának gyümölcséből való evés következménye volt az eredendő bűn, amit Ádám és Éva elkövetett később úgy lett megörökítve, mint az ember bukása.
A katolicizmusban, Hippói Szent Ágoston azt tanítja, hogy a fát átvitt értelemben és valóképpen is kell elképzelni - hasonlóképpen Jeruzsálemhez, ami egyben egy igazi város és az Új Jeruzsálem is. Ágoston kiemeli, hogy annak a fának a gyümölcsei nem voltak gonoszak, mivel mindent, amit Isten teremtett jó volt (Ter 1:12). Ádám és Éva engedetlensége volt az, akiknek meg volt mondva Isten által, hogy ne egyenek annak a fának a gyümölcséből (Ter 2:17), ami utálatosságot és rendetlenséget támasztott a teremtésben, ezáltal az emberiség megörökölte a bűnt és a vétket Ádám és Éva bűnétől.
A nyugati keresztény művészetben a gyümölcs sokszor egy almaként van ábrázolva, minek gyökerei Közép-Ázsiába nyúlnak vissza. Ez az elképzelés egy latin szójátékból eredhet: miként evett a mālum-ból (alma), Éva leszerződött a malum-mal (gonosz). 

### Iszlám
A Korán soha nem úgy utal a fára, mint „A jó és rossz tudásának fájára”, hanem inkább, mint „a fára” vagy (Iblísz szavai szerint), mint „a halhatatlanság fájára”. A muszlimok úgy vélik, hogy mikor Isten megteremtette Ádámot és Évát, akkor kijelentette nekik, hogy az Éden minden fájának gyümölcséről ehetnek, kivéve ennek az egyéről nem, ezen által a Sátán megjelent nekik és azzal indokolta Isten tiltását, hogy az Úr azért nem engedi nekik, hogy egyenek ebből a gyümölcsből, mert fél, hogy angyallá vagy más halhatatlan lénnyé változnak.
Ami után ettek a fáról, mezítelenségük megjelent számukra és elszégyenülvén leveleket varrtak össze és ezzel takarták el magukat. A Korán úgy említi ezt a bűnt, mint egy 'botlást', és ezután a 'botlás' után Isten végül odaküldte őket, ahol igazi helyük volt - a Földön. A történtek után Ádám és Éva könyörgései végett az Úr megsajnálta őket és megbocsátott nekik. Meg lett hagyva az, hogy aki engedelmeskedik az Istennek és követi az ő útjait, az részesülhet az örök életben (Dzsanna), aki viszont engedetlenek maradnak vele szemben és eltávolodnak tőle, azok az örök kárhozatra jutnak (Dzsahanna).
Isten a Koránban a következőket mondja: „[Ó] Ádám gyermekei! Ne engedjétek, hogy a Sátán elcsábítson benneteket, mint ahogy azt szüleitekkel tette, kik kiszáműztettek az Édenből, és meztelenségük látható vált számukra. Ő [a Sátán] és az ő követői biztosan látnak titeket, olyankor is amikor nem gondolnátok.”

### Más hagyományban
Egy Kr. e. 23–22. századból származó, mezopotámiai hengertekercset, amit Ádám és Éva hengertekercseként ismernek, Ádám és Éva történetéhez kötnek. George Smith (1840-1876) asszírológus a következőképpen írja le a tekercset: két egymással szemben álló alak (férfi és nő), akik egy fa két oldalán álltak, kezeiket a gyümölcse felé nyújtva, mindeközben a hátuk kígyóként van ábrázolva, ami arra utal, hogy "az ember bukása" már a korai Babilónia korszakában feljegyzett volt.

## Fordítás
Ez a szócikk részben vagy egészben  a   Tree of the knowledge of good and evil című angol Wikipédia-szócikk fordításán alapul.  Az eredeti cikk szerkesztőit annak laptörténete sorolja fel. Ez a jelzés csupán a megfogalmazás eredetét és a szerzői jogokat jelzi, nem szolgál a cikkben szereplő információk forrásmegjelöléseként.

## Bibliográfia
- Alter, Robert. A translation with commentary. Mózes első öt könyve. New York: W.W. Norton (2004)
- Knight, Douglas.szerk.: Watson E. Mills: Mercer dictionary of the Bible, 2d corr. print., Macon, GA: Mercer University Press (1990)